# Trattato di Bastia
Il trattato di Bastia è stato un accordo firmato nel 1814 (verso la fine delle guerre napoleoniche), tra i nazionalisti corsi e Lord William Bentinck, comandante delle forze britanniche in Italia. Esso diede la sovranità dell'isola alla Corona britannica, consentendo allo stesso tempo una larga autonomia locale.
Il trattato prese vita a seguito delle riunioni di notabili corsi che si incontrarono a Bastia, Saint-Florent e sull'Isola Rossa. Questi mandarono un invito a Bentinck per inviare truppe e prendere il controllo della Corsica, in mano alle forze imperiali francesi. Come richiesto, Bentinck inviò delle truppe britanniche in Corsica, che scacciarono i francesi. Ricordando le vicende del Regno anglo-corso del 1794-1796, Bentinck firmò il Trattato di Bastia.
Bentinck era un sostenitore dell'unificazione italiana e il trattato potrebbe essere stato considerato dal Bentinck come un primo passo verso l'integrazione della Corsica in un futuro stato italiano.
Robert Stewart, ministro degli esteri britannico, si oppose tuttavia a qualsiasi tentativo di rinascita del regno Anglo-Corso. Egli fu un forte sostenitore della Restaurazione in Francia e in tutti i suoi ex domini. Come era già stato concordato dalla Gran Bretagna con i suoi alleati, tra cui Luigi XVIII, la Corsica doveva rimanere francese; inviò quindi l'ordine di ripudiare il trattato. 
Il trattato non fu accettato universalmente neanche dagli stessi corsi. La Corte d'Appello di Ajaccio in particolare respinse la sua legittimità.